# Giovanni Paisiello

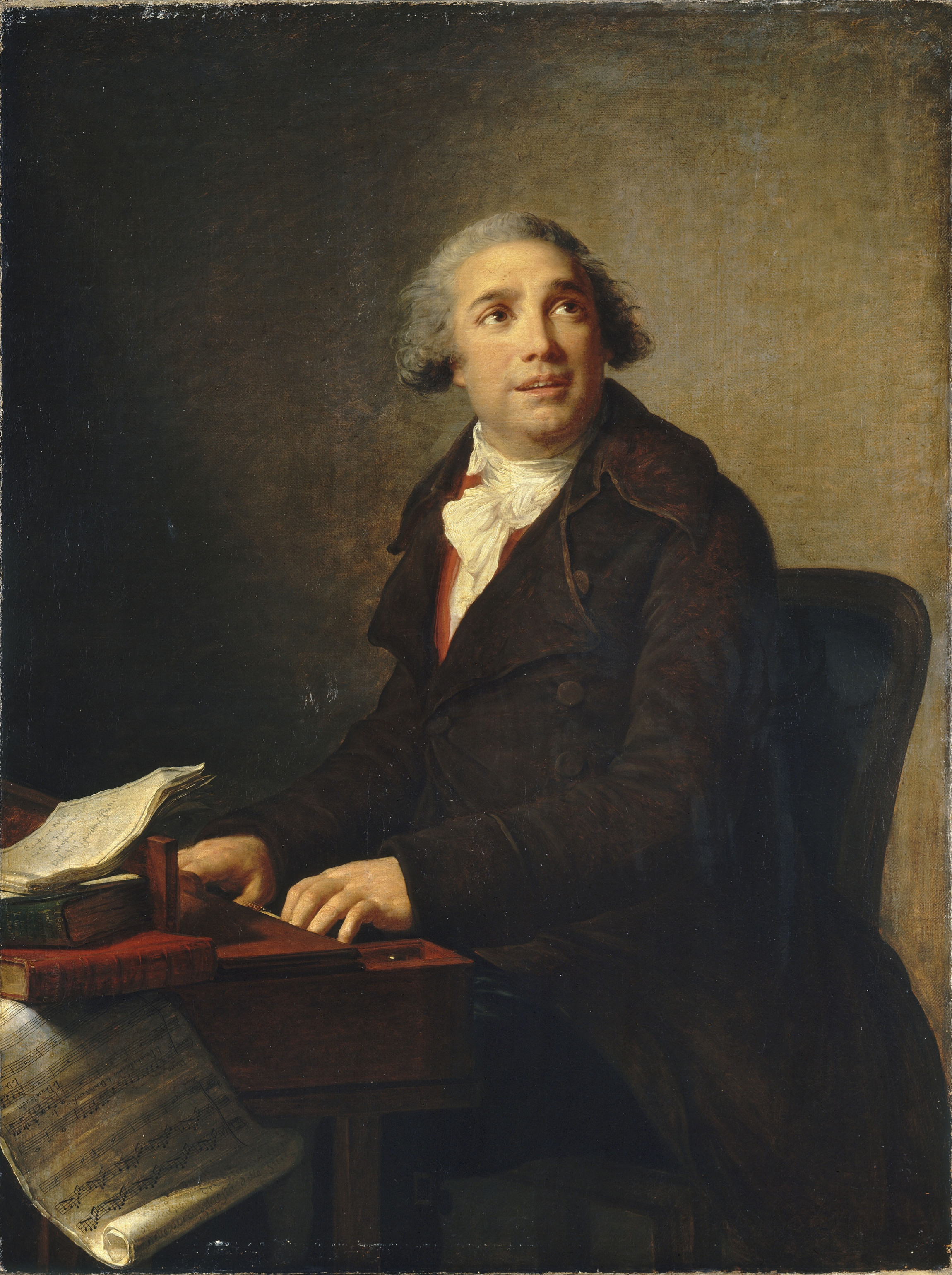
Paisiello am Cembalo, mit der Partitur von Nina, o la pazza d'amore, Gemälde von Élisabeth Vigée-Lebrun, 1791

Giovanni Paisiello (auch Paesiello; * 9. Mai 1740 in Tarent; † 5. Juni 1816 in Neapel) war ein italienischer Komponist der neapolitanischen Schule. Sein Hauptgebiet war die Oper.

## Leben
Paisiello war der Sohn eines Tierarztes aus Tarent und machte, zum Studium der Rechtswissenschaft bestimmt, die Vorstudien im Jesuitenkollegium, trat aber im Alter von 13 Jahren in das Conservatorio Sant’Onofrio zu Neapel ein, wo er sich unter Leitung von Francesco Durante, Carlo Cotumacci und Girolamo Abos neun Jahre lang zum Musiker ausbildete.
Nachdem er zunächst eine Anzahl Messen, Oratorien, Psalmen und andere Werke geschrieben hatte, versuchte er sich in der dramatischen Komposition. 1763 wurde am Konservatorium sein „dramatisches Intermezzo“ aufgeführt, das seine Begabung für die Opera buffa enthüllte. Schnell nahmen sich nun die Theater seiner an: Drei Opern wurden in Parma aufgeführt, zwei in Bologna; weitere in Florenz, Modena und Rom folgten. Er wurde jedoch erst dann zu den ersten Komponisten Italiens gezählt, als er 1767 mit L'idolo Cinese auch in Neapel Erfolg hatte (wo bis dahin Niccolò Piccinni tonangebend war). Er begann eine so fruchtbare Tätigkeit als Opernkomponist zu entfalten, dass er in wenigen Jahren außer Domenico Cimarosa keinen Konkurrenten in Europa hatte.
1776 folgte er einem Ruf der Zarin Katharina II. nach Sankt Petersburg, wo er zum Kapellmeister und Inspektor der beiden Italienischen Opern ernannt wurde und bis 1784 im Dienst blieb. Für Petersburg schrieb er neun neue Opern, darunter Il barbiere di Siviglia nach der Komödie Le Barbier de Séville von Beaumarchais. Während seiner Rückreise schrieb er auf den Wunsch des Königs von Polen in Warschau ein Te Deum und das Oratorium La Passione di Nostro Signore Gesù Cristo nach Pietro Metastasio sowie in Wien im Auftrag Josephs II. zwölf Symphonien (Ouvertüren) und die Oper Il Re Teodoro in Venezia auf ein Libretto von Giovanni Battista Casti.
Seine Rückreise von Petersburg nach Italien unterbrach Paisiello in Wien und traf sich im Jahr 1784 zum zweiten Mal mit Mozart. In Italien ließ sich Paisiello in Neapel nieder und leitete die Hofkapelle König Ferdinands IV. Bei Ausbruch der Revolution 1799 wusste er sich mit der republikanischen Regierung gut zu stellen und behielt seinen Kapellmeisterposten als Direktor der Nationalmusik. Er fiel dadurch aber beim König in Ungnade und musste nach dessen Rückkehr zwei Jahre warten, bis er wieder in Gnaden aufgenommen wurde. 1802 folgte er einer Aufforderung Napoleons, der ihn schon fünf Jahre zuvor für eine Trauerkantate zur Gedächtnisfeier des Generals Hoche ausgezeichnet hatte, zur Organisierung und Leitung seiner Kapelle nach Paris überzusiedeln. Dort wurde er von Napoleon so zuvorkommend behandelt, dass seine Anwesenheit bei manchen Musikern, beispielsweise bei Luigi Cherubini, auf Ungunst und Widerwillen stieß.
Da seine Opern wenig Anklang fanden, wandte er sich ein Jahr später, nachdem er viele Kirchenmusiken für die Kapelle des Ersten Konsuls geschrieben hatte, wieder nach Neapel. Dort konnte er seine alte Stelle  als Direktor des nach französischem Muster an Stelle der früheren Musikschulen eingerichteten Konservatoriums und der königlichen Kapelle wieder einnehmen, die er auch unter Joseph Bonaparte und Joachim Murat behielt. 1809 wurde Paisiello als auswärtiges Mitglied in die Académie des Beaux-Arts aufgenommen. Die Restauration der Bourbonenherrschaft im Jahre 1815 (siehe auch Wiener Kongress) brachte ihn um seine Stellung und die lukrativen Nebeneinkünfte; am 5. Juni 1816 starb er verschuldet und in dürftigen Verhältnissen.
Sein Grabdenkmal von Angelo Viva befindet sich in der Kirche Santa Maria Donnalbina in Neapel.

## Werk
Paisiello hat über 100 Opern geschrieben, ein Passionsoratorium, ein Weihnachtspastorale, zwei Requien, drei große Orchestermessen, etwa 30 kleinere vierstimmige Messen und ein doppelchöriges Te Deum. Daneben schuf er etliche Werke der Instrumentalmusik: zwölf Sinfonien, acht Klavierkonzerte, ein Harfenkonzert, zwölf Klavierquartette, sechs Streichquartette, und eine Sonate für Harfe.

## Oper
Von seinen Opern, die sich durch den Melodienzauber und die dramatische Schlagkraft der neapolitanischen Schule auszeichnen, haben sich am längsten auf den Spielplänen gehalten:
- Il mondo della luna (1783 Bolschoi-Theater St. Petersburg)[3]
- Il barbiere di Siviglia (dt. Der Barbier von Sevilla) (Uraufführung 1782 in St. Petersburg), welche unter anderem in Rom so beliebt war, dass es als ein waghalsiges Unterfangen angesehen wurde, als im Jahr 1816 Rossini denselben Stoff neu vertonen wollte.
- Il re Teodoro in Venezia (dt. König Theodor in Venedig); Uraufführung 1784 in Wien.
- La molinara (dt. Die Müllerin); Uraufführung 1788 in Neapel
- Nina, ossia la pazza per amore (dt. Nina oder Die Wahnsinnige aus Liebe); Uraufführung 1789 in Caserta

## Chronologisches Verzeichnis seiner Opern
- Il ciarlone (12. Mai 1764 Bologna)
- I francesi brillanti (24. Juni 1764 Bologna)
- Madama l’umorista, o Gli stravaganti (26. Januar 1765 Modena)
- L’amore in ballo (Karneval 1765 Venedig, Teatro San Moisè)
- I bagni d’Abano (Frühjahr 1765 Parma)
- Il negligente (1765 Parma)
- Le virtuose ridicole (1765 Parma)
- Le nozze disturbate (Karneval 1766 Venedig, Teatro San Moisè)
- Le finte contesse (Februar 1766 Rom, Teatro Valle) [Il Marchese di Tulissano?]
- La vedova di bel genio (Frühjahr 1766 Neapel, Teatro Nuovo)
- L’idolo cinese (Frühjahr 1767 Neapel, Teatro Nuovo)
- Lucio Papirio dittatore (Sommer 1767 Neapel, Teatro San Carlo)
- Il furbo malaccorto (Winter 1767 Neapel, Teatro Nuovo)
- Le ’mbroglie de la Bajasse (1767 Neapel, Teatro dei Fiorentini)
- Alceste in Ebuda, ovvero Olimpia (20. Januar 1768 Neapel, Teatro San Carlo)
- Festa teatrale in musica (31. Mai 1768 Neapel, Palazzo Reale) [Le nozze di Peleo e Tetide]
- La luna abitata (Sommer 1768 Neapel, Teatro Nuovo)
- La finta maga per vendetta (Herbst? 1768 Neapel, Teatro dei Fiorentini)
- L’osteria di Marechiaro (Winter 1768 Neapel, Teatro dei Fiorentini)
- Il nuovo maestro di cappella
- La serva fatta padrona (Sommer 1769 Neapel, Teatro dei Fiorentini) [Neufassung Le ’mbroglie de la Bajasse]
- Don Chisciotte della Mancia (Sommer 1769 Neapel, Teatro dei Fiorentini)
- L’arabo cortese (Winter 1769 Neapel, Teatro Nuovo)
- La Zelmira, o sia La marina del Granatello (Sommer 1770 Neapel, Teatro Nuovo)
- Le trame per amore (7. Oktober 1770 Neapel, Teatro Nuovo)
- Demetrio (Karneval 1771 Modena)
- Annibale in Torino (16. Januar 1771 Turin, Teatro Regio)
- La somiglianza de’ nomi (Frühjahr 1771 Neapel, Teatro Nuovo)
- I scherzi d’amore e di fortuna (Sommer 1771 Neapel, Teatro Nuovo)
- Artaserse (26. Dezember 1771 Modena)
- Semiramide in villa (Karneval 1772 Rom, Teatro Capranica)
- Montezuma (Januar 1772 Rom, Teatro delle Dame)
- La Dardanè (Frühjahr 1772 Neapel, Teatro Nuovo)
- Gli amanti comici (Herbst 1772 Neapel, Teatro Nuovo)
- Don Anchise Campanone (1773 Venedig) [Neufassung Gli amanti comici]
- L’innocente fortunata (Karneval 1773 Venedig, Teatro San Moisè)
- Sismano nel Mogol (Karneval 1773 Mailand, Teatro Regio Ducale)
- Il tamburo (Frühjahr 1773 Neapel, Teatro Nuovo) [Il tamburo notturno]
- Alessandro nell’Indie (26. Dezember 1773 Modena)
- Andromeda (Karneval 1774 Mailand, Teatro Regio Ducale)
- Il duello (Frühjahr 1774 Neapel, Teatro Nuovo)
- Il credulo deluso (Herbst 1774 Neapel, Teatro Nuovo)
- La frascatana (Herbst 1774 Venedig, Teatro San Samuele) [L'infante de Zamora]
- Il divertimento dei numi (4. Dezember 1774 Neapel, Palazzo Reale)
- Demofoonte (Karneval 1775 Venedig, Teatro San Benedetto)
- La discordia fortunata (Karneval 1775 Venedig, Teatro San Samuele) [L'avaro deluso]
- L'amor ingegnoso, o sia La giovane scaltra (Karneval 1775 Padua)
- Le astuzie amorose (Frühjahr 1775 Neapel, Teatro Nuovo)
- Il Socrate immaginario (Herbst 1775 Neapel, Teatro Nuovo)
- Il gran Cid (3. November 1775 Florenz, Teatro della Pergola)
- Le due contesse (3. Januar 1776 Rom, Teatro Valle)
- La disfatta di Dario (Karneval 1776 Rom, Teatro Argentina)
- Dal finto il vero (Frühjahr 1776 Neapel, Teatro Nuovo)
- Nitteti (28. Januar 1777 St. Petersburg)
- Lucinda e Armidoro (Herbst 1777 St. Petersburg)
- Achille in Sciro (6. Februar 1778 St. Petersburg)
- Lo sposo burlato (24. Juli 1778 St. Petersburg)
- Gli astrologi immaginari (3. Februarjul. / 14. Februar 1779greg. St. Petersburg, Eremitage) [Le philosophe imaginaire]
- Il matrimonio inaspettato (1779 Kammenïy Ostrov)   [La contadina di spirito]
- La finta amante (5. Juni 1780 Mogilev) [Camiletta]
- Alcide al bivio (6. Dezember 1780 St. Petersburg, Eremitage)
- La serva padrona (30. Augustjul. / 10. September 1781greg. Zarskoje Selo)
- Il duello comico (1782 Zarskoje Selo) [Neufassung Il duello]
- Il barbiere di Siviglia, ovvero La precauzione inutile (26. September 1782 St. Petersburg)
- Il mondo della luna (1783 Bolschoi-Theater St. Petersburg)
- Il re Teodoro in Venezia (23. August 1784 Wien, Burgtheater)
- Antigono (12. Oktober 1785 Neapel, Teatro San Carlo)
- La grotta di Trofonio (Dezember 1785 Neapel, Teatro dei Fiorentini)
- Olimpiade (20. Januar 1786 Neapel, Teatro San Carlo)
- Le gare generose (Frühjahr 1786 Neapel, Teatro dei Fiorentini) [Gli schiavi per amore; Le bon maître, ou L'esclave par amour]
- Pirro (12. Januar 1787 Neapel, Teatro San Carlo)
- Il barbiere di Siviglia, ovvero La precauzione inutile (Zweitfassung, 1787 Neapel, Teatro dei Fiorentini)
- La modista raggiratrice (Herbst 1787 Neapel, Teatro dei Fiorentini) [La scuffiara amante, o sia Il maestro di scuola napolitano; La scuffiara raggiratrice]
- Giunone Lucina (8. September 1787 Neapel, Teatro San Carlo)
- Fedra (1. Januar 1788 Neapel, Teatro San Carlo)
- L’amor contrastato (Karneval 1789 Neapel, Teatro dei Fiorentini) La molinara
- Catone in Utica (5. Februar 1789 Neapel, Teatro San Carlo)
- Nina, o sia La pazza per amore (25. Juni 1789 Caserta)
- Gli zingari in fiera (21. November 1789 Neapel, Teatro dei Fiorentini)
- Le vane gelosie (Frühjahr 1790 Neapel, Teatro dei Fiorentini)
- Zenobia in Palmira (30. Mai 1790 Neapel, Teatro San Carlo)
- La molinara (1790 Wien) [Neufassung L’amor contrastato]
- Nina, o sia La pazza per amore (Neufassung, 1790 Neapel, Teatro dei Fiorentini)
- Ipermestra (1791 Padua)
- La locanda (16. Juni 1791 London Pantheon: La locanda di falcone; Lo stambo in Berlina)
- I giuochi d’Agrigento (16. Mai 1792 Venedig, Teatro La Fenice)
- Il fanatico in Berlina (1792 Neapel, Teatro dei Fiorentini) [Neufassung La locanda]
- Il ritorno d’Idomeneo (Herbst 1792 Perugia)
- Elfrida (4. November 1792 Neapel, Teatro San Carlo) [Adevolto]
- Elvira (12. Januar 1794 Neapel, Teatro San Carlo)
- Didone abbandonata (4. November 1794 Neapel, Teatro San Carlo)
- Nina, o sia La pazza per amore (Zweitfassung, 1795 Neapel, Teatro dei Fiorentini)
- Chi la dura la vince (9. Juni 1797 Mailand, Teatro alla Scala)
- La Daunia felice (26. Juni 1797 Foggia, Palazzo Dogana)
- Andromaca (4. November 1797 Neapel, Teatro San Carlo)
- L’inganno felice (1798 Neapel, Teatro dei Fiorentini)
- Sinfonia funebre (1799 zum Tode von Papst Pius VI.)
- L’isola disabitata („cantata seria“, 3. Juli 1799 Lissabon, Teatro de São Carlos)
- Proserpine (28. März 1803 Paris, Opéra)
- Elisa (19. März 1807 Neapel, Teatro San Carlo) (+ Mayr)
- I pittagorici (19. März 1808 Neapel, Teatro San Carlo)

## Diskografie
- Overtures and Symphonies. Orchestra della Svizzera italiana. Dynamic, Genova 2001 (CDS 376).
- Klavierkonzerte Nr. 1–8. Pietro Spada (Klavier & Dirigent), Orchestra da Camera di Santa Cecilia. Brilliant, DDD, 1992 (2 CDs).[4]
- Klavierkonzerte Nr. 2 & 4 + Proserpine-Ouvertüre (Naxos 2003: Francesco Nicolosi, Collegium Philarmonicum Chamber Orchestra, Cappabianca)[5]
- weitere CDs[6]